# Martin Beluský
Martin Beluský (ur. 17 kwietnia 1987) – słowacki polityk i inżynier, jeden z liderów Partii Ludowej Nasza Słowacja, poseł do Rady Narodowej.

## Życiorys
Z wykształcenia inżynier, absolwent Słowackiego Uniwersytetu Technicznego w Bratysławie. Został następnie doktorantem na wydziale inżynierii materiałowej tej uczelni w Trnawie.
Działacz Partii Ludowej Nasza Słowacja, określanej jako ugrupowanie skrajne i nacjonalistyczne. Od 2009 do 2016 był członkiem organu kierującego, pełniąc przez pewien czas funkcję przewodniczącego partii zarządzanej faktycznie przez Mariana Kotlebę. Później został wiceprzewodniczącym swojego ugrupowania. W 2014 objął stanowisko dyrektora urzędu kraju bańskobystrzyckiego, którego administracją kierował wówczas Marian Kotleba.
W wyborach w 2016 z ramienia ĽSNS uzyskał mandat posła do Rady Narodowej. Został później dodatkowo przewodniczącym partii Ľudová strana Pevnosť Slovensko, założonej przez działaczy ĽSNS na wypadek sądowego rozwiązania ich głównego ugrupowania. W 2020 z powodzeniem ubiegał się o poselską reelekcję.